# John Walter Jones
John Walter Jones (né le 14 avril 1878, décédé le 31 mars 1954) était un agronome et homme politique canadien qui fut premier ministre de la province de l'Île-du-Prince-Édouard de 1943 à 1953. Il a introduit la culture de la pomme de terre sur l'île ; la pomme de terre est par la suite devenue un aspect central de l'économie de la province. En 1935, il a reçu la médaille du Roi George V en tant que meilleur fermier de la province.

## Biographie
Il s'est lancé en politique pour la première fois lors de l'élection fédérale canadienne de 1921 en tant que candidat Farmer-progressiste, mais il ne réussit pas à se faire élire à la Chambre des communes du Canada. En 1935, il réussit à se faire élire à l'Assemblée législative de l'Île-du-Prince-Édouard sous la bannière du Parti libéral. Il devient premier ministre en 1943 après que Thane Alexander Campbell eut été nommé juge.
Le gouvernement de « Farmer Jones » abolit la prohibition stricte et crée la Commission de contrôle des liqueurs de l'Île-du-Prince-Édouard afin de réglementer la vente de l'alcool. Il doit procéder par décret parce que le lieutenant-gouverneur, en tant que prohibitionniste, refuse d'accorder la sanction royale au projet de loi. En 1947, son gouvernement met fin à une grève chez Canada Packers, une usine d'emballage de viande, en saisissant l'usine, embauchant des briseurs de grève et en interdisant toute appartenance syndicale au nom de la protection des intérêts de la ferme.
Il quitte la politique provinciale en 1953 pour accepter d'être nommé au Sénat du Canada, où il siège sous la bannière du Parti libéral du Canada jusqu'à sa mort l'année suivante.